# Hemerobius albipennis
Hemerobius albipennis is een insect uit de familie van de bruine gaasvliegen (Hemerobiidae), die tot de orde netvleugeligen (Neuroptera) behoort. 
Hemerobius albipennis is voor het eerst wetenschappelijk beschreven door Banks in 1910.